# Cinquième circonscription de Paris
Pour les articles homonymes, voir Cinquième circonscription de Paris de 1958 à 1986 et Cinquième circonscription de Paris de 1988 à 2012.
La cinquième circonscription de Paris est l'une des 18 circonscriptions électorales françaises que compte le département de Paris (75) situé en région Île-de-France depuis le redécoupage des circonscriptions électorales réalisé en 2010 et applicable à partir des élections législatives de juin 2012.

## Délimitation de la circonscription
La loi du 23 février 2010 ratifie l'ordonnance du 29 juillet 2009, laquelle détermine la répartition des sièges et la délimitation des circonscriptions pour l'élection des députés.
La circonscription est délimitée ainsi : les 3e et 10e arrondissements.
Cette délimitation s'applique donc à partir de la XIVe législature de la Cinquième République française.
Cette cinquième circonscription de Paris correspond à l'adjonction de la précédente cinquième circonscription, correspondant au 10e arrondissement et d'une partie de la première, correspondant au 3e arrondissement.

## Députés
| Législature | Début de mandat  | Fin de mandat   | Député            | Parti politique | Observations |
| ----------- | ---------------- | --------------- | ----------------- | --------------- | --- |
| XIVe        | 20 juin 2012     | 20 juin 2017    | Seybah Dagoma     | PS              | |
| XVe         | 21 juin 2017     | 22 juillet 2017 | Benjamin Griveaux | LREM            | Sa suppléante lui succède à compter du 22 juillet 2017, après la nomination de Benjamin Griveaux au Gouvernement. |
| XVe         | 22 juillet 2017  | 27 avril 2019   | Élise Fajgeles    | LREM            | Sa suppléante lui succède à compter du 22 juillet 2017, après la nomination de Benjamin Griveaux au Gouvernement. |
| XVe         | 28 avril 2019    | 11 mai 2021     | Benjamin Griveaux | LREM            | À la suite de sa démission du gouvernement, Benjamin Griveaux reprend son siège de député le 28 avril 2019. Démissionne en 2021 pour entrer dans le secteur privé ; son siège reste vacant jusqu’à la fin de la législature. |
| XVIe        | 22 juin 2022     | 9 juin 2024     | Julien Bayou      | EELV            | Démissionne du Groupe écologiste en avril 2024. |
| XVIIe       | 1er juillet 2024 | en cours        | Pouria Amirshahi  | LÉ              | |

## Résultats électoraux

### Élections législatives de 2012
Les élections législatives se sont déroulées les dimanches 10 et 17 juin 2012.
Au 1er tour, 15 candidats se présentent. Seuls les six premiers dépassent les 1 % :
|                | Seybah Dagoma élue  | PS             | 18 433 | 43,60  | 27 385 | 70,10  |  |  |  |  |  |
|                | Benjamin Lancar     | UMP            | 9 007  | 21,30  | 11 681 | 29,90  |  |  |  |  |  |
|                | Martine Billard     | FG (PG)        | 5 499  | 13,01  |        |        |  |  |  |  |  |
|                | Anne Souyris        | EÉLV           | 3 636  | 8,60   |        |        |  |  |  |  |  |
|                | Loris Pruvot        | CpF (MoDem)    | 2 056  | 4,86   |        |        |  |  |  |  |  |
|                | Jean-Baptiste Marly | RBM (FN)       | 2 029  | 4,80   |        |        |  |  |  |  |  |
|                | Olga Johnson        | PRV (LGM, CD)  | 292    | 0,69   |        |        |  |  |  |  |  |
|                | Thomas Samain       | Cap21          | 286    | 0,68   |        |        |  |  |  |  |  |
|                | Mickaël Ferraz      | Divers         | 214    | 0,51   |        |        |  |  |  |  |  |
|                | Isabelle Foucher    | NPA            | 200    | 0,47   |        |        |  |  |  |  |  |
|                | Serge Federbusch    | PL             | 197    | 0,47   |        |        |  |  |  |  |  |
|                | Gaspard Delanoë     | Divers (PFT)   | 180    | 0,43   |        |        |  |  |  |  |  |
|                | Monique Dabat       | LO             | 145    | 0,34   |        |        |  |  |  |  |  |
|                | Abel Boyi-Banga     | PCD            | 90     | 0,21   |        |        |  |  |  |  |  |
|                | Jeannine Sisti      | Divers gauche  | 13     | 0,03   |        |        |  |  |  |  |  |
|                |                     |                |        |        |        |        |  |  |  |  |  |
| Inscrits       | Inscrits            | Inscrits       | 70 918 | 100,00 | 70 914 | 100,00 |  |  |  |  |  |
| Abstentions    | Abstentions         | Abstentions    | 28 304 | 39,91  | 30 806 | 43,44  |  |  |  |  |  |
| Votants        | Votants             | Votants        | 42 614 | 60,09  | 40 108 | 56,56  |  |  |  |  |  |
| Blancs et nuls | Blancs et nuls      | Blancs et nuls | 337    | 0,79   | 1 042  | 2,60   |  |  |  |  |  |
| Exprimés       | Exprimés            | Exprimés       | 42 277 | 99,21  | 39 066 | 97,40  |  |  |  |  |  |

### Élections législatives de 2017
Les élections législatives se sont déroulées les dimanches 11 et 18 juin 2017.
À l'issue du second tour de ces élections, Benjamin Griveaux est élu député face à la candidate sortante Seybah Dagoma. Il démissionne finalement de son mandat de député en 2021.
|                                                                        |                                                                        |                           |                           |                          |                          |
|                                                                        |                                                                        | Premier tour 11 juin 2017 | Premier tour 11 juin 2017 | Second tour 18 juin 2017 | Second tour 18 juin 2017 |
|                                                                        |                                                                        |                           |                           |                          |                          |
|                                                                        |                                                                        | Nombre                    | % des inscrits            | Nombre                   | % des inscrits           |
| Inscrits                                                               | Inscrits                                                               | 75 885                    | 100,00                    | 75 881                   | 100,00                   |
| Abstentions                                                            | Abstentions                                                            | 31 354                    | 41,32                     | 39 242                   | 51,72                    |
| Votants                                                                | Votants                                                                | 44 531                    | 58,68                     | 36 639                   | 48,28                    |
|                                                                        |                                                                        |                           | % des votants             |                          | % des votants            |
| Bulletins blancs                                                       | Bulletins blancs                                                       | 276                       | 0,62                      | 1 879                    | 5,13                     |
| Bulletins nuls                                                         | Bulletins nuls                                                         | 140                       | 0,31                      | 618                      | 1,69                     |
| Suffrages exprimés                                                     | Suffrages exprimés                                                     | 44 115                    | 99,07                     | 34 142                   | 93,18                    |
|                                                                        |                                                                        |                           |                           |                          |                          |
| Candidat Étiquette politique (partis et alliances)                     | Candidat Étiquette politique (partis et alliances)                     | Voix                      | % des exprimés            | Voix                     | % des exprimés           |
|                                                                        |                                                                        |                           |                           |                          |                          |
|                                                                        | Benjamin Griveaux La République en marche                              | 19 247                    | 43,63                     | 19 212                   | 56,27                    |
|                                                                        | Seybah Dagoma (députée sortante) Parti socialiste                      | 5 503                     | 12,47                     | 14 930                   | 43,73                    |
|                                                                        | Julien Bayou Europe Écologie Les Verts                                 | 5 454                     | 12,36                     |                          |                          |
|                                                                        | Layla Yakoub La France insoumise                                       | 5 237                     | 11,87                     |                          |                          |
|                                                                        | Déborah Pawlik Les Républicains (Union des démocrates et indépendants) | 3 511                     | 7,96                      |                          |                          |
|                                                                        | Marie Fontaine Front national                                          | 1 240                     | 2,81                      |                          |                          |
|                                                                        | Didier Le Reste Parti communiste français (République et socialisme)   | 806                       | 1,83                      |                          |                          |
|                                                                        | Bruno Blum Divers (Parti animaliste)                                   | 467                       | 1,06                      |                          |                          |
|                                                                        | Thomas Watanabe-Vermorel Divers (Parti pirate)                         | 463                       | 1,05                      |                          |                          |
|                                                                        | Raymond Bassil Divers                                                  | 453                       | 1,03                      |                          |                          |
|                                                                        | Carine Ederich-Rigaudière Divers (#MaVoix)                             | 332                       | 0,75                      |                          |                          |
|                                                                        | Anastasia Conte Divers droite (Parti chrétien-démocrate)               | 299                       | 0,68                      |                          |                          |
|                                                                        | Édouard Gaudot Écologiste                                              | 275                       | 0,62                      |                          |                          |
|                                                                        | Romain Rose Divers (Union populaire républicaine)                      | 233                       | 0,53                      |                          |                          |
|                                                                        | Marie-Josée Lasselain Divers gauche (Nouvelle Donne)                   | 211                       | 0,48                      |                          |                          |
|                                                                        | Monique Dabat Lutte ouvrière                                           | 173                       | 0,39                      |                          |                          |
|                                                                        | Valérian Amalric Écologiste (Mouvement 100 %)                          | 121                       | 0,27                      |                          |                          |
|                                                                        | Lou Welgryn Divers (Allons enfants !)                                  | 79                        | 0,18                      |                          |                          |
|                                                                        | Marie-Christine Jappont Divers droite                                  | 11                        | 0,02                      |                          |                          |
|                                                                        | Alexandre Hayek Divers                                                 | 0                         | 0,00                      |                          |                          |
| Source : Ministère de l'Intérieur - Cinquième circonscription de Paris |                                                                        |                           |                           |                          |                          |

### Élections législatives de 2022
Les élections législatives françaises de 2022 se sont déroulées les dimanches 12 et 19 juin 2022.
|                                                    |                                                                                       |                           |                           |                          |                          |
|                                                    |                                                                                       | Premier tour 12 juin 2022 | Premier tour 12 juin 2022 | Second tour 19 juin 2022 | Second tour 19 juin 2022 |
|                                                    |                                                                                       |                           |                           |                          |                          |
|                                                    |                                                                                       | Nombre                    | % des inscrits            | Nombre                   | % des inscrits           |
| Inscrits                                           | Inscrits                                                                              | 79 349                    | 100                       | 79 355                   | 100                      |
| Abstentions                                        | Abstentions                                                                           | 33 988                    | 42,83                     | 35 104                   | 44,24                    |
| Votants                                            | Votants                                                                               | 45 361                    | 57,17                     | 44 251                   | 55,76                    |
|                                                    |                                                                                       |                           | % des votants             |                          | % des votants            |
| Bulletins blancs                                   | Bulletins blancs                                                                      | 345                       | 0,76                      | 1044                     | 2,36                     |
| Bulletins nuls                                     | Bulletins nuls                                                                        | 122                       | 0,27                      | 390                      | 0,88                     |
| Suffrages exprimés                                 | Suffrages exprimés                                                                    | 44 894                    | 98,97                     | 42 817                   | 96,76                    |
|                                                    |                                                                                       |                           |                           |                          |                          |
| Candidat Étiquette politique (partis et alliances) | Candidat Étiquette politique (partis et alliances)                                    | Voix                      | % des exprimés            | Voix                     | % des exprimés           |
|                                                    |                                                                                       |                           |                           |                          |                          |
|                                                    | Julien Bayou Nouvelle Union populaire écologique et sociale Europe Écologie Les Verts | 21 942                    | 48,88                     | 24 857                   | 58,05                    |
|                                                    | Élise Fajgeles Ensemble                                                               | 13 358                    | 29,75                     | 17 960                   | 41,95                    |
|                                                    | Pierre Maurin Les Centristes (Les Républicains)                                       | 2 147                     | 4,78                      |                          |                          |
|                                                    | Yann Gautier Reconquête                                                               | 1 519                     | 3,38                      |                          |                          |
|                                                    | Assia Meddah Parti radical de gauche                                                  | 1 443                     | 3,21                      |                          |                          |
|                                                    | Marguerite Vogt Rassemblement national                                                | 1 277                     | 2,84                      |                          |                          |
|                                                    | Annaëlle Gille Union des démocrates et indépendants                                   | 1 262                     | 2,81                      |                          |                          |
|                                                    | Arnaud Abel Les écologistes avec la Majorité Présidentielle                           | 777                       | 1,73                      |                          |                          |
|                                                    | Jean Ballon Parti animaliste                                                          | 541                       | 1,21                      |                          |                          |
|                                                    | Marie-Jeanne Jouveau Parti pirate                                                     | 373                       | 0,83                      |                          |                          |
|                                                    | Monique Dabat Lutte ouvrière                                                          | 255                       | 0,57                      |                          |                          |

### Élections législatives de 2024
|                          | Pouria Amirshahi         | LÉ (NFP)                 | UG                       | 32 152 | 54,27 |  |  |
|                          | Rachel-Flore Pardo       | RE (ENS)                 | ENS                      | 17 879 | 30,18 |  |  |
|                          | Céline Chen              | RN                       | RN                       | 4 154  | 7,01  |  |  |
|                          | Valentine Serino         | LR                       | LR                       | 2 456  | 4,15  |  |  |
|                          | Thiaba Bruni             | Cap21 (EPT)              | ECO                      | 674    | 1,14  |  |  |
|                          | Yoneko Kikuchi           | REC                      | EXD                      | 534    | 0,9   |  |  |
|                          | Théo Faucon              | Verts Démocrates         | ECO                      | 511    | 0,86  |  |  |
|                          | Arnaud Borowski          | Équinoxe                 | ECO                      | 367    | 0,62  |  |  |
|                          | Monique Dabat            | LO                       | LO                       | 271    | 0,46  |  |  |
|                          | Raymond Victor Bassil    |                          | DVC                      | 133    | 0,22  |  |  |
|                          | Anne Chamayou            | Volt                     | DIV                      | 114    | 0,19  |  |  |
|                          | Léonard Guiot            |                          | EXG                      | 1      | 0     |  |  |
|                          |                          |                          |                          |        |       |  |  |
| Votes valides            | Votes valides            | Votes valides            | Votes valides            | 59 281 |       |  |  |
| Votes blancs             | Votes blancs             | Votes blancs             | Votes blancs             | 400    | 0,5   |  |  |
| Votes nuls               | Votes nuls               | Votes nuls               | Votes nuls               | 222    | 0,24  |  |  |
| Total                    | Total                    | Total                    | Total                    | 59 868 |       |  |  |
| Abstention               | Abstention               | Abstention               | Abstention               | 19 583 | 24,65 |  |  |
| Inscrits / participation | Inscrits / participation | Inscrits / participation | Inscrits / participation | 79 451 | 75,35 |  |  |